# Vecchio Bazar di Skopje

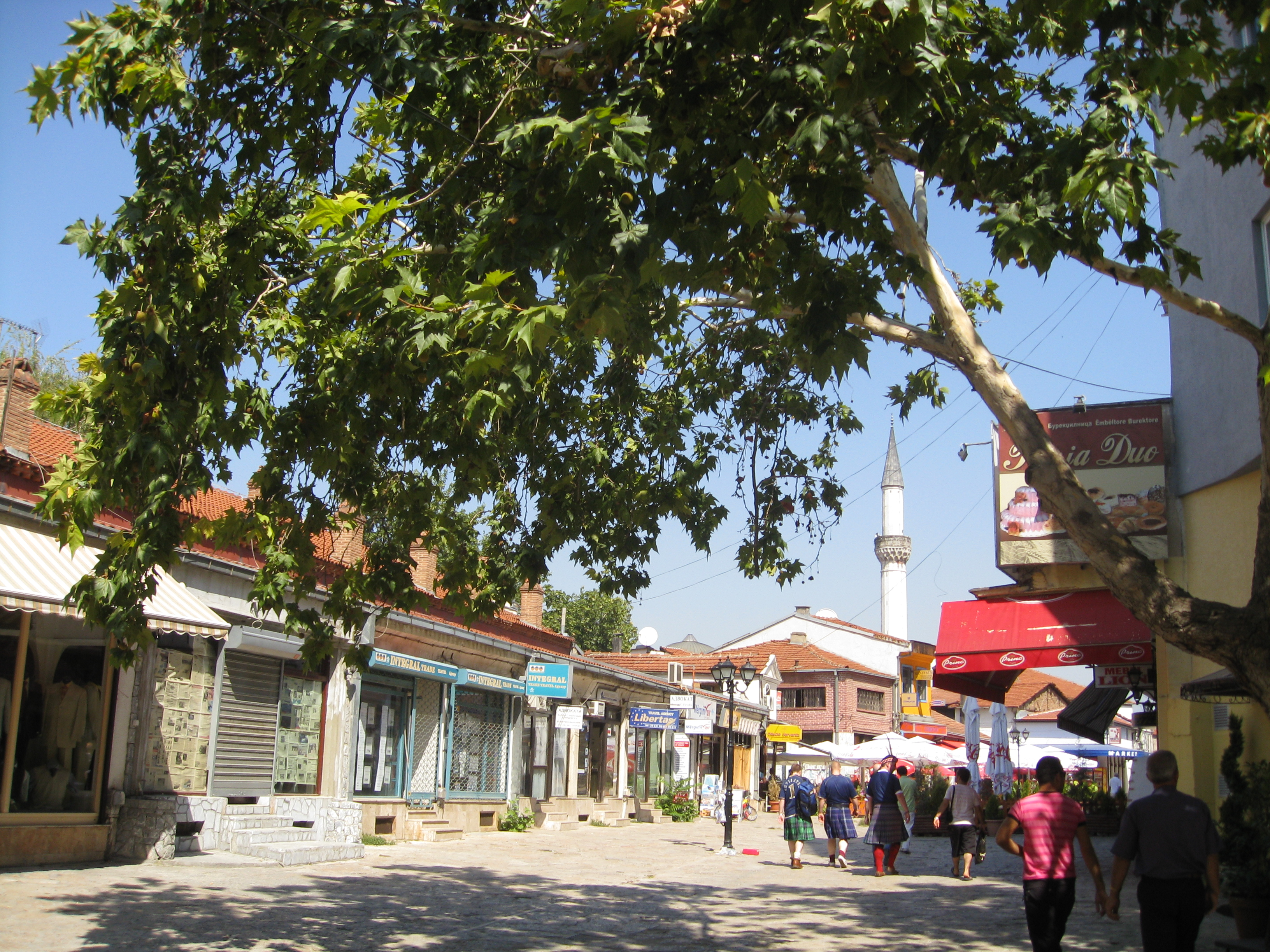
una via del quartiere del Bazar di Skopje

Il Vecchio Bazar di Skopje (in macedone Стара скопска чаршија?, in albanese Çarshia e Vjetër) è il più grande bazar dei Balcani al di fuori d'Istanbul. Si trova a nord del centro di Skopje, capitale della Macedonia del Nord, nei pressi del Vardar. Il bazar è l'unica parte vecchia della città ad essere in gran parte sopravvissuta al terremoto del 1963.

## Geografia
Il vecchio bazar si trova a nord del centro di Skopje, sulla sponda sinistra del fiume Vardar. È delimitato a nord dal Bit Pazar, il mercato verde, ad est dal Boulevard Misirkov, ad sud dal Boulevard Delcev e ad ovest dalla collina sulla quale si staglia la fortezza cittadina.
Amministrativamente il quartiere del vecchio bazar fa parte del comune di Čair, abitato in maggioranza da albanesi e con minoranze macedoni e turche.

## Monumenti e luoghi d'interesse
Il sisma del 1963 ha distrutto e danneggiato la maggior parte del patrimonio architettonico di Skopje. L'area del vecchio bazar tuttavia conserva ancora diversi monumenti risalenti alla dominazione ottomana come moschee, bagni turchi e caravanserragli. Vista la multietnicità del quartiere sono presenti anche alcune chiese ortodosse. 

### Architetture civili
- Bagni Čifte costruito nel XV secolo;
- Bagni Daut Pascià del XV secolo;
- Bezisten antico mercato coperto ottomano;
- Kapan An, il più antico caravanserraglio della città;
- Kuršumli An
- Suli An
- Torre dell'Orologio

### Architetture militari
- Fortezza di Skopje

### Architetture religiose
- Chiesa dell'Ascensione di Gesù
- Moschea Aladža, costruita a partire dal 1438;
- Moschea Isa Bey
- Moschea di Murat Pascià
- Moschea di Mustafà Pascià, costruita nell'ultimo decennio del XV secolo, ospita all'interno del suo complesso una türbe esagonale;
- Moschea Sultano Murad, costruita nel 1435 sui resti del monastero di San Giorgio;
- Moschea di Yahya Pascià